# Blue's Clues & You!
Blue's Clues & You! là một bộ phim truyền hình hoạt hình giáo dục của Mỹ được tạo ra bởi Nickelodeon va Treehouse TV. Blue's Clues & You! đã trở thành một bộ phim thường xuyên vào năm 2019. Chương trình được thực hiện trên mạng truyền hình cáp Treehouse TV và Nick Jr. có liên quan.

## Nội dung
Tương tự như loạt phim gốc năm 1996, loạt phim này có một máy chủ hoạt động trực tiếp trong một thế giới hoạt hình. Sê-ri có các thiết kế sản xuất mới và các nhân vật (ngoài máy chủ) được hoạt hình kỹ thuật số, mặc dù phong cách hình ảnh vẫn giống với phong cách được sử dụng trong loạt phim gốc.
Giống như chương trình gốc, Blue's Clues & You!phụ thuộc vào sự im lặng tích hợp được thiết kế để khuyến khích sự tham gia của khán giả và điều mà tờ New York Times gọi là "địa chỉ trực tiếp mời trẻ mẫu giáo chơi cùng với các trò chơi và giải quyết những bí ẩn nhỏ". Các nhà sản xuất của chương trình đã nhận ra rằng sự trở lại của nó là do nỗi nhớ của những năm 1990, và mặc dù trẻ nhỏ được tiếp cận nhiều hơn với công nghệ và trực quan hơn so với trẻ mẫu giáo trong những năm 1990, chúng vẫn có nhu cầu phát triển và cảm xúc tương tự để "chậm lại".

## Diễn viên
- Traci Paige Johnson vai Blue
- Joshua Dela Cruz vai Josh
- Doug Murray vai Mailbox
- Liyou Abere vai Sidetable Drawer
- Brad Adamson vai Mr. Salt
- Gisele Rousseau vai Mrs. Pepper
- Shechinah Mpumlwana vai Paprika
- Jaiden Cannatelli vai Cinnamon
- Leo Orgil vai Shovel
- Jordana Blake vai Pail
- Ava Augustin vai Tickety Tock
- Jacob Soley vai Slippery Soap
- Diana Selema vai Magenta
- Steve Burns vai Steve
- Donovan Patton vai Joe